# Amstel Gold Race 2024
De wielerwedstrijd Amstel Gold Race werd in 2024 verreden op zondag 14 april. De voorjaarsklassieker bij de mannen was de 58e editie, en maakte deel uit van de UCI World Tour 2024. Bij de vrouwen was het de tiende editie, die onderdeel was van de UCI Women's World Tour 2024. De start vond plaats op het Markt van Maastricht en de finish lag in Berg en Terblijt in de gemeente Valkenburg aan de Geul.
Van te voren dreigde de gemeente Vaals de toertocht van de Amstel Gold Race, jaarlijks op de zaterdag voor de wedstrijd op zondag, te verbieden. Hiermee zouden bekende beklimmingen als de Vaalserberg (Drielandenpunt), Camerig en Vijlenerbos worden geschrapt. En het verbieden hiervan, bedreigde het voortbestaan van zowel de populaire toertocht als ook de wedstrijd zelf. Op 19 februari 2024 was er de gemeenteraadsvergadering, waar koersdirecteur Leo van Vliet en ook Tom Dumoulin gebruik maakten van een inspraakmoment. Waar uiteindelijk duidelijk werd dat de AGR toertocht niet zou worden verboden voor het komende jaar. Maar de jaren erop er 1 grote toertocht van meer dan 5000 deelnemers kan plaats vinden binnen de gemeente Vaals. 

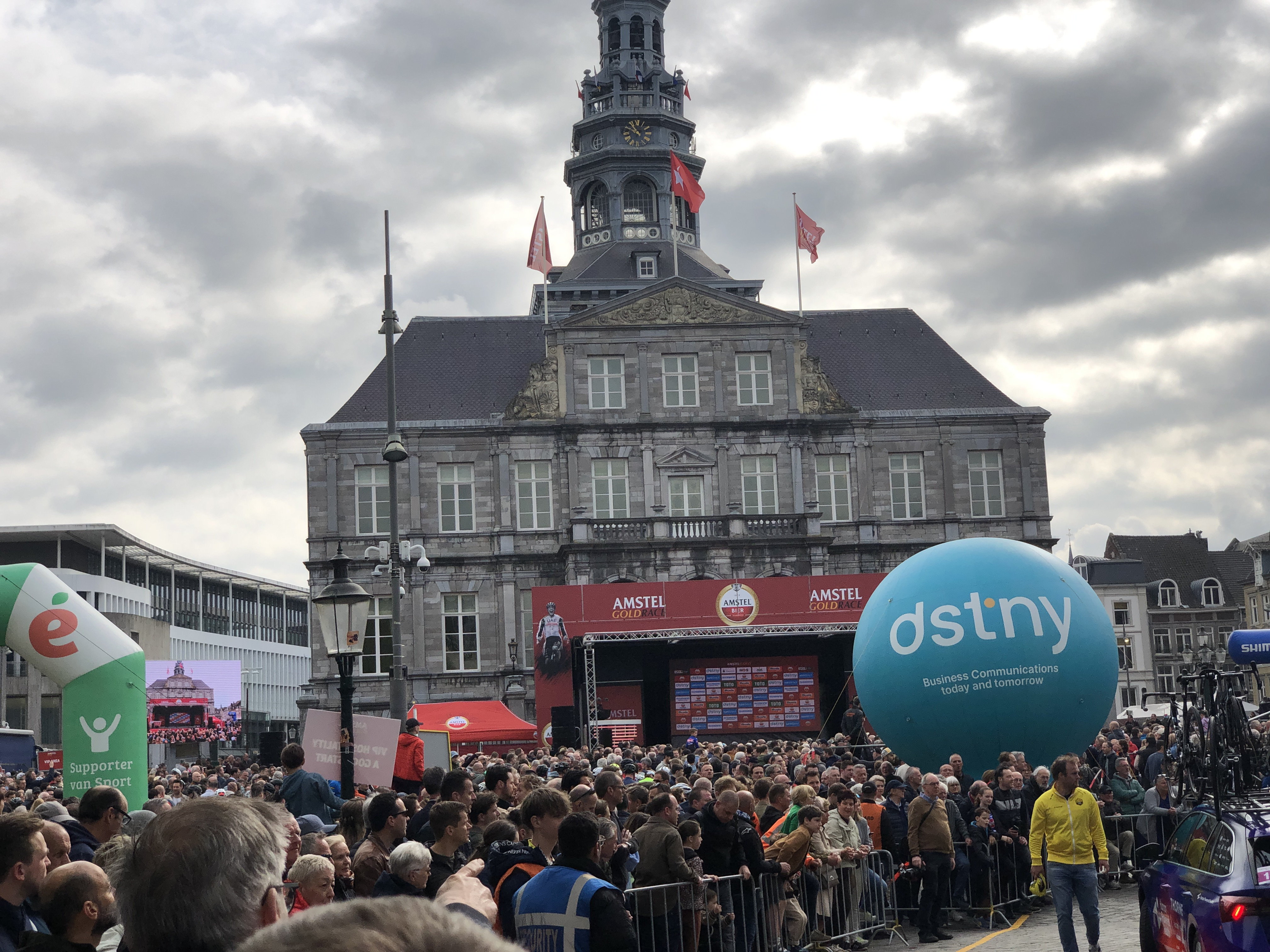
De ploegenpresentatie op de Markt van Maastricht. Amstel Gold Race 2024.

## Mannen

### Parkoers
Heuvels:
| 1 Maasberg 2 Adsteeg 3 Bergseweg 4 Korenweg 5 Nijswillerweg 6 Rijksweg N278 7 Wolfsberg 8 Loorberg 9 Schweibergerweg 10 Camerig 11 Drielandenpunt | 12 Gemmenich 13 Epenerbaan/ Vijlenerbos 14 Eperheide 15 Gulperberg (vanaf Partij) 16 Plettenberg 17 Eyserweg 18 St. Remigiusstraat/ Huls 19 Vrakelberg 20 Sibbergrubbe 21 Cauberg 22 Geulhemmerberg | 23 Keerderberg 24 Bemelerberg 25 Loorberg (2e maal) 26 Gulperberg (vanaf Gulpen) 27 Kruisberg 28 Eyserbosweg 29 Fromberg 30 Keutenberg 31 Cauberg (2e maal) 32 Geulhemmerberg (2e maal) 33 Bemelerberg (2e maal) |

### De Koers

#### Vooraf
Bij de bekendmaking van de voorjaarprogramma’s van de verscheidene wielrenners zou blijken dat de Amstel dit jaar beloofde een mooie strijd te worden tussen toprenners Mathieu van der Poel, Wout van Aert en Remco Evenepoel. Van wie het voor de laatste daarmee zijn eerste deelname zou betekenen. Echter door zware blessures door valpartijen van Van Aert (in Dwars door Vlaanderen) en Evenepoel (in Ronde van Baskenland), die voor beiden een einde maakten aan hun voorjaar, zou het betekenen dat Van der Poel als de grote favoriet aan de start zou verschijnen. Van der Poel droeg hierbij als wereldkampioen de Regenboogtrui en won onder meer de Ronde van Vlaanderen en Parijs-Roubaix vooraf. Andere kanshebbers waren onder anderen Tom Pidcock, Mattias Skjelmose, Juan Ayuso (winnaar Ronde van Baskenland), Ben Healy (2e, jaar voordien), Brandon McNulty (winnaar GP Indurain), Matteo Jorgenson (winnaar Parijs-Nice) of Benoît Cosnefroy (winnaar Brabantse Pijl).

#### Koersverloop
Eerst was er de vroege vlucht van de dag van 4 renners met Alexander Hajek (BORA-hansgrohe), Enzo Leijnse (dsm-firmenich PostNL), Zeb Kyffin (TDT-Unibet) en Tosh Van der Sande (Visma | Lease a Bike) die na 30km een gaatje sloegen en zo’n 5 minuten pakte. Van der Sande zou uiteindelijk de Herman Krott Trofee overhandigt krijgen. Deze 4 renners zouden relatief vroeg gegrepen worden met nog 74km te gaan. Voor de Loorberg (2e keer) ontsnapten Louis Vervaeke, Mikkel Honoré en Paul Lapeira en blijven met klein verschil voor het peloton uitrijden. En vlak na de Eyserbosweg valt Marc Hirschi aan bij de groep van de favorieten en voor de Keutenberg hebben nog 10 andere renners aansluiting gevonden bij Honoré en Lapeira, Vervaeke moest passen. Dit zijn Valentin Madouas, Bauke Mollema, Roger Adrià, Romain Grégoire, Mauri Vansevenant, Quentin Pacher, Pello Bilbao, Kévin Vauquelin, Tom Pidcock en Tiesj Benoot. Daar op de Keutenberg zou uiteindelijk blijken, in het achtervolgende peloton, dat topfavoriet Van der Poel de benen niet had en de eerdere ontsnapping vooraan zou moeten laten rijden en uiteindelijk finishen zou als 22e.
Van deze groep vooraan zouden Hirschi, Pidcock, Benoot en Mauri Vansevenant zich uiteindelijk bovenop de Geulhemmerberg afscheiden van het tweede deel van de vluchtersgroep en een voorsprong weten op te bouwen die net kon worden behouden tot aan de finish-lijn. Pello Bilbao deed nog een poging na de Bemelerberg om vanuit de tweede groep  bij de 4 aan te sluiten en daarna ook Lapeira. Lapeira die rap is in een sprint probeerde het daar nog, maar precies op hetzelfde moment deed Pidcock vooraan een poging om alleen weg te komen. Hierdoor lukte het Lapeira niet om aan te sluiten. Waarna Pidcock uiteindelijk de sprint wist te winnen van de 4 vooraan voor Hirschi, Benoot en Vansevenant. En daarmee de winnaar werd van deze Amstel Gold Race. En Lapeira zou de sprint winnen om plek 5. Bauke Mollema die in dezelfde achtervolgende groep zat en als 7e finishte als beste Nederlander, evenaarde hiermee zijn beste uitslag in de Amstel Gold Race.

#### World Tour-debuut
De ploeg TDT-Unibet maakte haar UCI World Tour-debuut. Het was voor veel van hun renners de eerste koers van boven de 230 kilometer. Fans uit Brazilië waren er speciaal voor overgekomen en een bocht onderaan de Geulhemmerberg stond vol fans bij het TDT-café. De ploeg zat met Zeb Kyffin mee in de vroege ontsnapping. Jelle Johannink zat tot twintig kilometer voor de finish in het peloton en kwam als eerste renner op drie minuten van Tom Pidcock binnen.

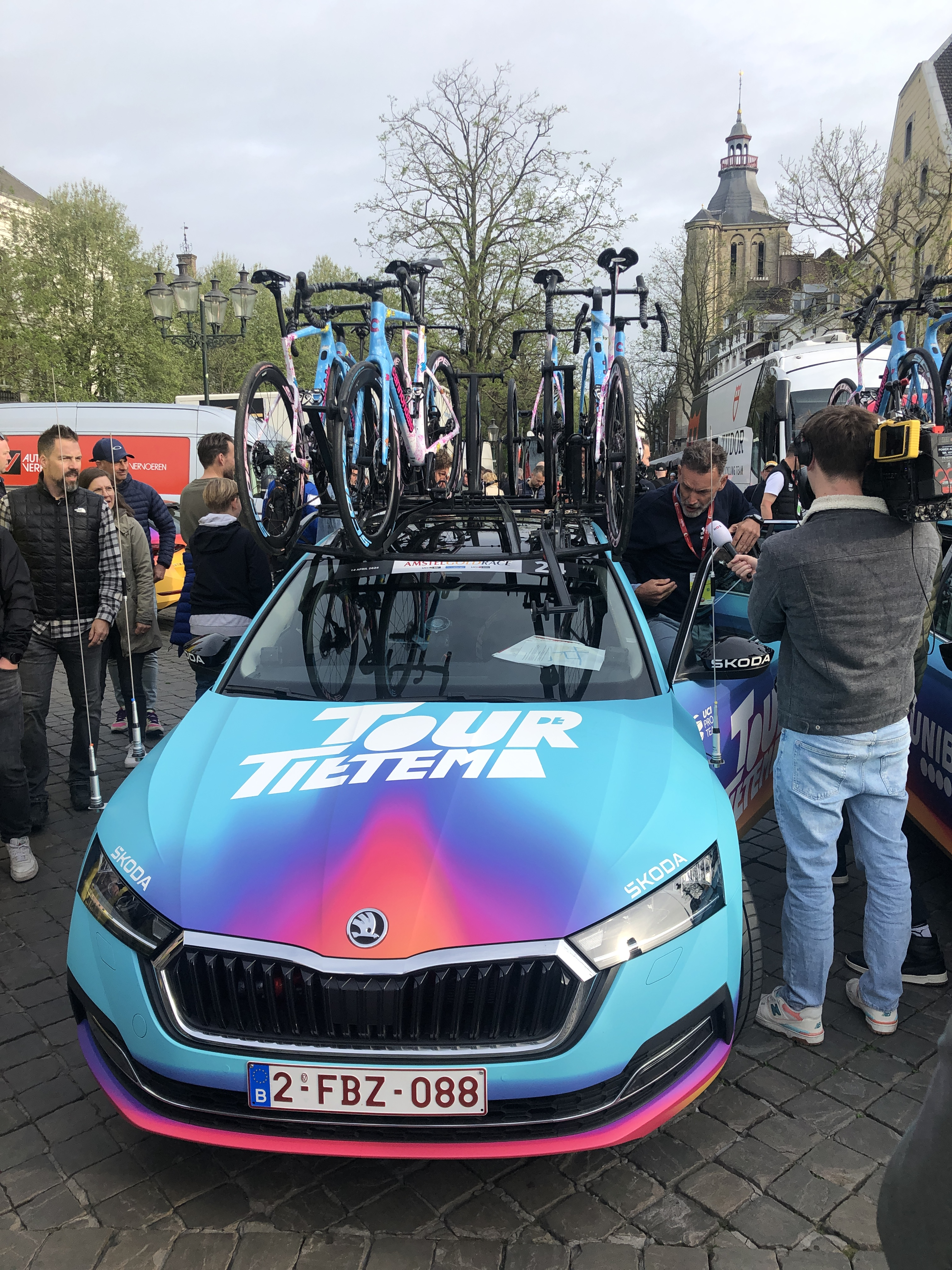
Rob Harmeling ploegleider van TDT-Unibet bij de start van de Amstel Gold 2024.

### Uitslag
| Plaats  | Naam                | Ploeg                      | tijd     |
| ------- | ------------------- | -------------------------- | -------- |
| Winnaar | Tom Pidcock         | INEOS Grenadiers           | 5u58'17" |
| 2       | Marc Hirschi        | UAE Team Emirates          | z.t.     |
| 3       | Tiesj Benoot        | Visma \| Lease a Bike      | z.t.     |
| 4       | Mauri Vansevenant   | Soudal Quick-Step          | z.t.     |
| 5       | Paul Lapeira        | Decathlon AG2R La Mondiale | z.t.     |
| 6       | Valentin Madouas    | Groupama-FDJ               | z.t.     |
| 7       | Bauke Mollema       | Lidl-Trek                  | z.t.     |
| 8       | Quentin Pacher      | Groupama-FDJ               | z.t.     |
| 9       | Pello Bilbao        | Bahrain-Victorious         | z.t.     |
| 10      | Michael Matthews    | Team Jayco AlUla           | + 11"    |
| 11      | Marijn van den Berg | EF Education-EasyPost      | z.t.     |
| 12      | Romain Grégoire     | Groupama-FDJ               | z.t.     |
| 13      | Vito Braet          | Intermarché-Wanty          | z.t.     |
| 14      | Roger Adrià         | BORA-hansgrohe             | z.t.     |
| 15      | Dylan Teuns         | Israel-Premier Tech        | z.t.     |
| 16      | Benoît Cosnefroy    | Decathlon AG2R La Mondiale | z.t.     |
| 17      | Mattias Skjelmose   | Lidl-Trek                  | z.t.     |
| 18      | Simone Velasco      | Astana Qazaqstan           | z.t.     |
| 19      | Lorenzo Rota        | Intermarché-Wanty          | z.t.     |
| 20      | Maxim Van Gils      | Lotto Dstny                | z.t.     |

## Vrouwen

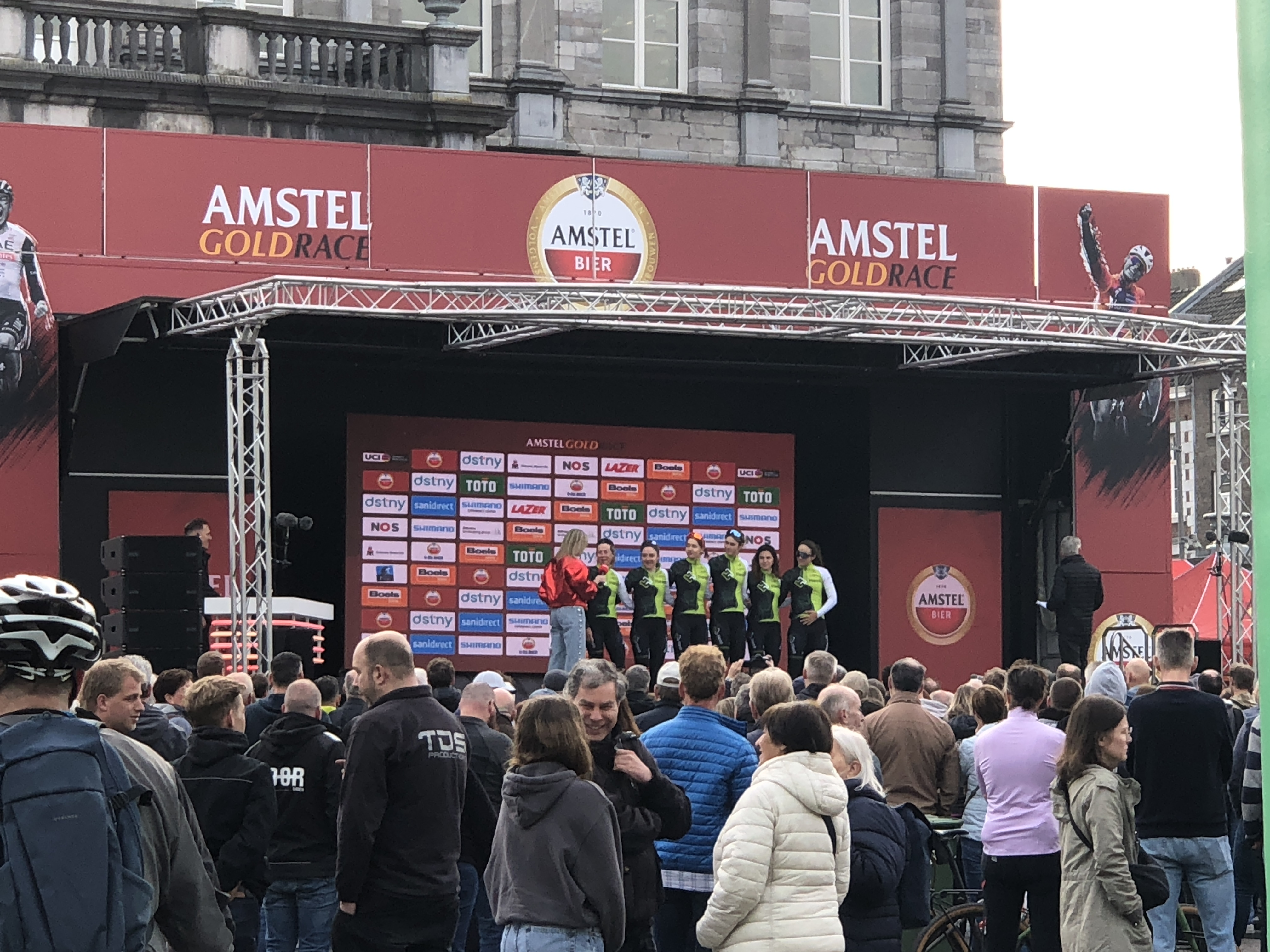
AGR 2024 Ploegenpresentatie bij de Markt van Maastricht

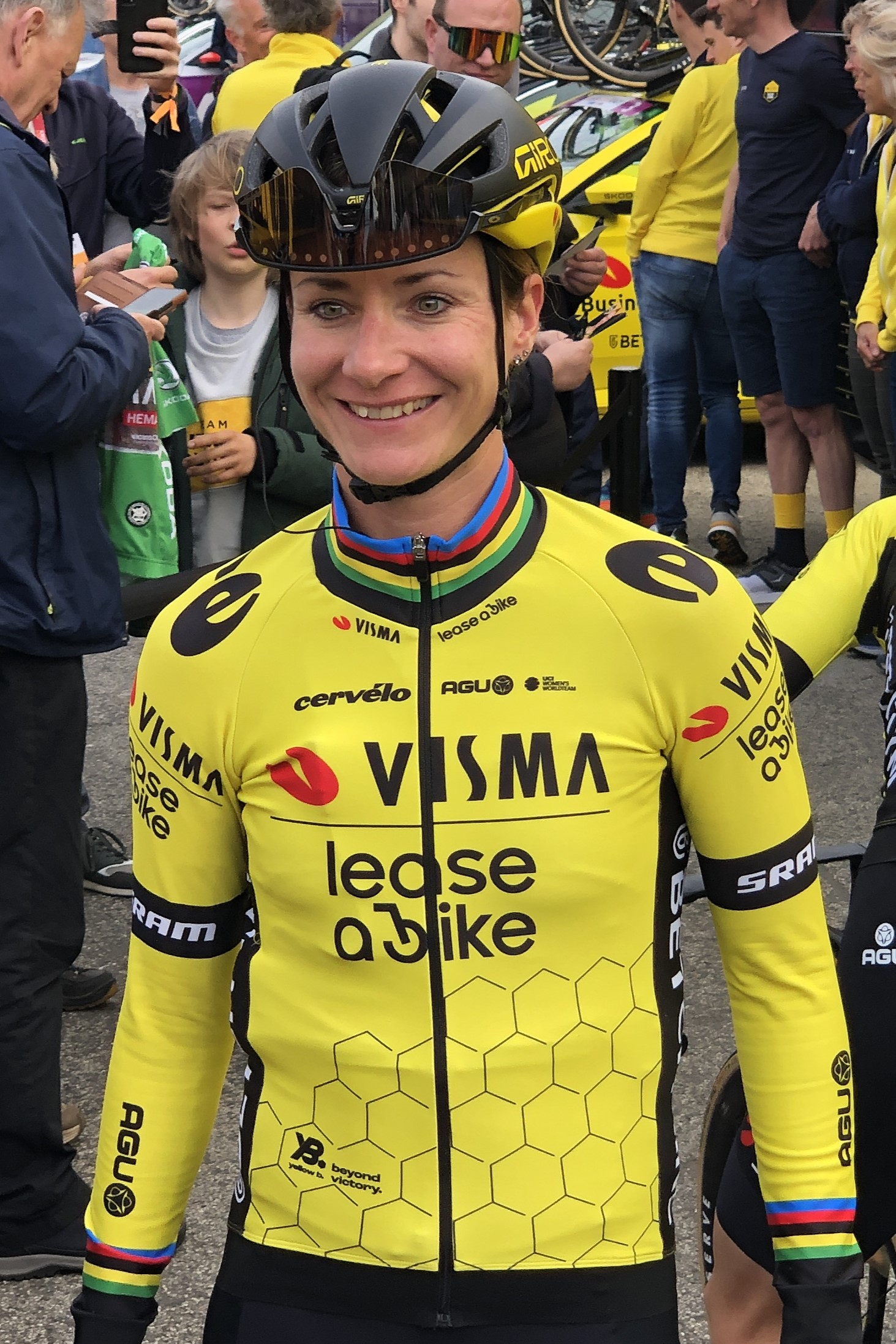
Winnares Marianne Vos vooraf bij de start

De tiende editie van de Amstel Gold Race voor vrouwen werd gewonnen door Marianne Vos. Het was na 2021 haar tweede AGR-zege, maar ze had hier ook al drie keer de Holland Hills Classic (2007, 2009, 2011) en de Wereldkampioenschappen wielrennen 2012 gewonnen. Vos wist met het naar voren gooien van haar fiets, net voor de streep, voorbij de juichende Lorena Wiebes te gaan. Wiebes had wel naar rechts gekeken, maar niet naar links en was iets te vroeg overeind gaan zitten. De winnares van vorig jaar, Demi Vollering, had in de finale voor haar ploeggenote Wiebes gewerkt en werd 22e, achteraan de eerste groep.
Na zo'n 45 kilometer werd de wedstrijd stilgelegd op de Bergseweg vanwege een ongeval met een politiemotor die de koers begeleidde. De betrokken agent werd per ambulance naar het ziekenhuis afgevoerd en op de straat moest onderzoek worden gedaan door het Team Tactische Ondersteuning Verkeersongevallen. De wedstrijd lag ongeveer een uur stil. Om de wedstrijd van de mannen niet te kruisen, werden de volgende zes beklimmingen (o.a. Eyserbosweg en Keutenberg) geschrapt en werd geneutraliseerd naar de finish gereden. Ook de vierde lokale ronde werd geschrapt, zodat er nog 55 kilometer moest worden afgelegd.

### Deelnemende ploegen
Vierentwintig ploegen gingen van start, waarvan veertien uit de World Tour en tien continentale ploegen. 

### Parkoers
De start vond plaats op de markt in Maastricht en de finish lag in Berg en Terblijt in de gemeente Valkenburg aan de Geul. De wedstrijd was zo'n twee kilometer langer, omdat in de laatste plaatselijke ronde de bij de mannen gebruikelijke, afwijkende aanloop naar de finish werd gevolgd. In tegenstelling tot de mannen, beklommen de vrouwen in deze aanloop wel nog een laatste keer de Cauberg.

### Uitslag
| Plaats  | Naam                  | Ploeg                 | Tijd     |
| ------- | --------------------- | --------------------- | -------- |
| Winnaar | Marianne Vos          | Visma \| Lease a Bike | 2u35'02" |
| 2       | Lorena Wiebes         | Team SD Worx-Protime  | z.t.     |
| 3       | Ingvild Gåskjenn      | Liv AlUla Jayco       | z.t.     |
| 4       | Pfeiffer Georgi       | dsm-firmenich PostNL  | z.t.     |
| 5       | Elisa Longo Borghini  | Lidl-Trek             | z.t.     |
| 6       | Eleonora Gasparrini   | UAE Team ADQ          | z.t.     |
| 7       | Ashleigh Moolman      | AG Insurance-Soudal   | z.t.     |
| 8       | Amber Kraak           | FDJ-SUEZ              | z.t.     |
| 9       | Yara Kastelijn        | Fenix-Deceuninck      | z.t.     |
| 10      | Soraya Paladin        | Canyon//SRAM Racing   | z.t.     |
| 11      | Anna Henderson        | Visma \| Lease a Bike | z.t.     |
| 12      | Shirin van Anrooij    | Lidl-Trek             | z.t.     |
| 13      | Léa Curinier          | FDJ-SUEZ              | z.t.     |
| 14      | Simone Boilard        | Uno-X Mobility        | z.t.     |
| 15      | Mavi García           | Liv AlUla Jayco       | z.t.     |
| 16      | Elise Chabbey         | Canyon//SRAM Racing   | z.t.     |
| 17      | Pauliena Rooijakkers  | Fenix-Deceuninck      | z.t.     |
| 18      | Ricarda Bauernfeind   | Canyon//SRAM Racing   | z.t.     |
| 19      | Juliette Labous       | dsm-firmenich PostNL  | z.t.     |
| 20      | Katarzyna Niewiadoma  | Canyon//SRAM Racing   | + 0'03"  |
|         |                       |                       |          |
| 46      | Margot Vanpachtenbeke | VolkerWessels         | + 0'46"  |

1966 · 1967 · 1968 · 1969 · 1970 · 1971 · 1972 · 1973 · 1974 · 1975 · 1976 · 1977 · 1978 · 1979 · 1980 · 1981 · 1982 · 1983 · 1984 · 1985 · 1986 · 1987 · 1988 · 1989 · 1990 · 1991 · 1992 · 1993 · 1994 · 1995 · 1996 · 1997 · 1998 · 1999 · 2000 · 2001 · 2002 · 2003 · 2004 · 2005 · 2006 · 2007 · 2008 · 2009 · 2010 · 2011 · 2012 · 2013 · 2014 · 2015 · 2016 · 2017 · 2018 · 2019 · 2020 · 2021 · 2022 · 2023 · 2024 · 2025

Lijst van beklimmingen
Tour Down Under ·
Great Ocean Road Race ·
Ronde van de Verenigde Arabische Emiraten ·
Omloop Het Nieuwsblad ·
Strade Bianche ·
Parijs-Nice · 
Tirreno-Adriatico · 
Milaan-San Remo ·
Ronde van Catalonië ·
Classic Brugge-De Panne ·
E3 Saxo Classic ·
Gent-Wevelgem ·
Dwars door Vlaanderen ·
Ronde van Vlaanderen ·
Ronde van het Baskenland ·
Parijs-Roubaix ·
Amstel Gold Race ·
Waalse Pijl ·
Luik-Bastenaken-Luik ·
Ronde van Romandië ·
Eschborn-Frankfurt ·
Ronde van Italië ·
Critérium du Dauphiné ·
Ronde van Zwitserland ·
Ronde van Frankrijk ·
Clásica San Sebastián ·
Ronde van Polen ·
Bretagne Classic ·
BEMER Cyclassics ·
Renewi Tour ·
Ronde van Spanje ·
GP van Quebec ·
GP van Montreal ·
Ronde van Lombardije ·
Ronde van Guangxi
Tour Down Under ·
Cadel Evans Great Ocean Road Race ·
Ronde van de Verenigde Arabische Emiraten ·
Omloop Het Nieuwsblad ·
Strade Bianche ·
Ronde van Drenthe ·
Trofeo Alfredo Binda-Comune di Cittiglio ·
Brugge-De Panne ·
Gent-Wevelgem ·
Ronde van Vlaanderen ·
Parijs-Roubaix ·
Amstel Gold Race ·
Waalse Pijl ·
Luik-Bastenaken-Luik ·
Ronde van Spanje ·
Ronde van het Baskenland ·
Ronde van Burgos ·
RideLondon Classic ·
Ronde van Groot-Brittannië ·
Ronde van Zwitserland ·
Ronde van Italië ·
Ronde van Frankrijk ·
GP de Plouay-Bretagne ·
Ronde van Romandië ·
Simac Ladies Tour ·
Ronde van Chongming ·
Ronde van Guangxi
Afgelaste wedstrijden: Ronde van Scandinavië